# Trakcja wielokrotna

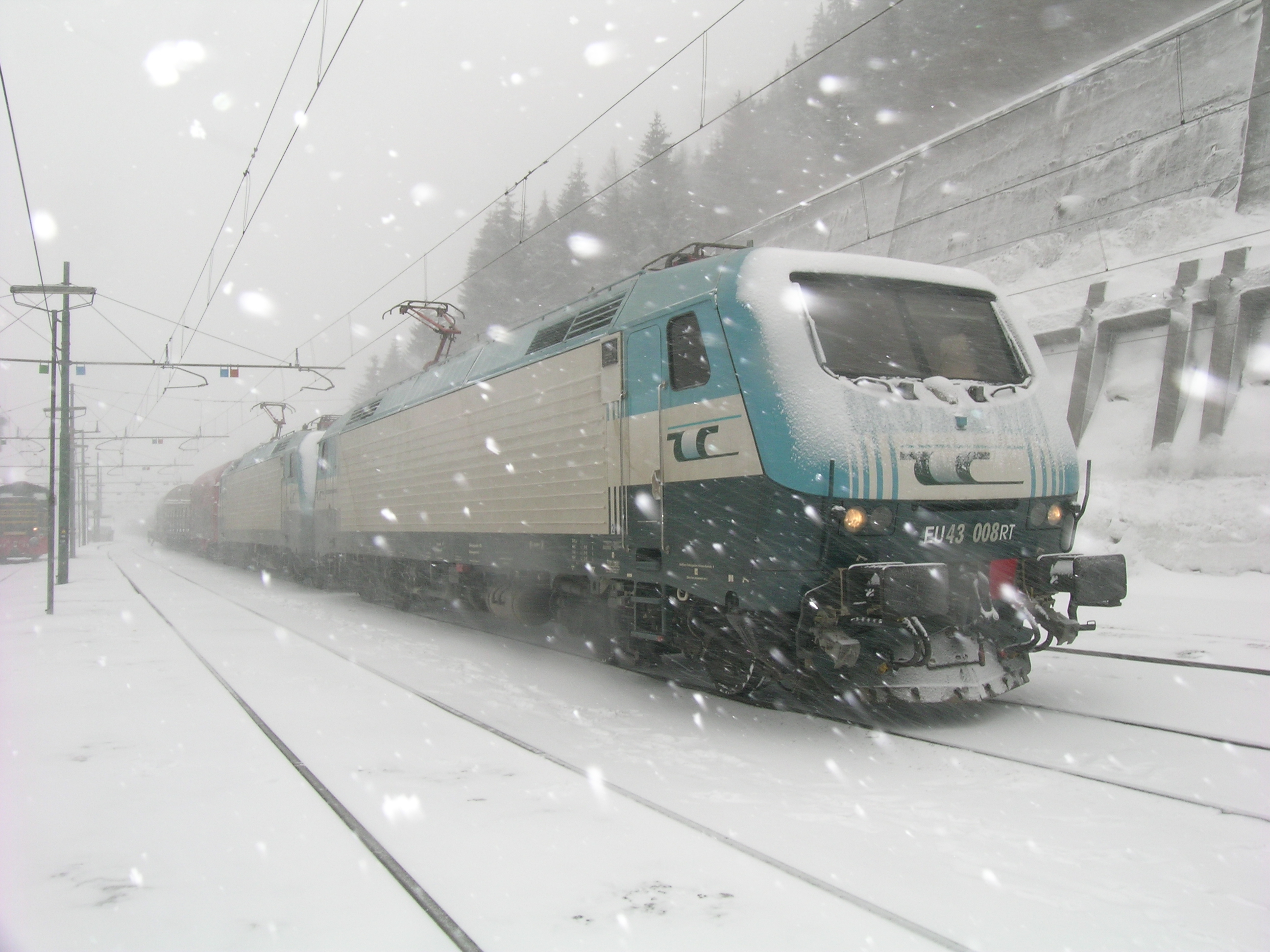
Włoski pociąg towarowy prowadzony przez dwie lokomotywy EU43

Trakcja wielokrotna – połączone ze sobą za pomocą sprzęgu mechanicznego, oraz pneumatycznego czynne pojedyncze pojazdy trakcyjne.
Sterowanie elektryczne w elektrycznych zespołach trakcyjnych realizowane jest przez sprzęg samoczynny systemu Scharfenberga, a w większości lokomotyw poprzez połączenie 3 kablami. Trakcja wielokrotna jest również powszechnie stosowana w tramwajach i w metrze. Sterowanie hamulcem pneumatycznym jednostek zależnych polega na przestawieniu ich zaworu sterującego w położenie neutralne.